# 彼得·帕維爾
彼得·帕維爾（1961年11月1日—）是一位無黨籍的捷克政治人物與退役將領，現任捷克总统，並曾擔任北約軍事委員會主席。
帕維爾出生於普拉納的軍人家庭，在1983年高中畢業後入伍，曾在捷克斯洛伐克人民軍服役，1985年加入捷克斯洛伐克共產黨。天鵝絨革命後，帕維爾加入捷克共和國軍隊，曾參加克羅地亞卡林基地撤離行動。2012年，帕維爾晉升捷克軍隊總參謀長，2015年當選北約軍事委員會主席，成為前東歐集團首位擔任該職位的軍官，在任期屆滿後，從軍隊退役。
2021年帕維爾宣布參選捷克總統選舉，競選綱領是與北約盟國加強合作、支持烏克蘭和參與更多歐盟事務，對俄羅斯和中华人民共和国持強硬立場；帕維爾以35%的得票率進入決選，並以58%的得票率擊敗安德烈·巴比什，並於2023年3月9日就任總統，接替米洛什·澤曼，成為捷克第一位無政治經驗的總統。

## 早年生活
帕維爾於1961年11月1日出生捷克斯洛伐克普拉納的一個軍人家庭，畢業於奧帕瓦的軍事學校，並且繼續在維什科夫的地面部隊軍事學校學習，並於1983年畢業。其後加入捷克斯洛伐克人民軍，並擔任傘兵。
1985年，帕維爾加入捷克斯洛伐克共產黨，直到1989年參與天鵝絨革命。後來與盧博什·杜布羅夫斯基和錯誤：語言代碼「cz」不存在等持不同政見人士合作，他曾表示加入共產黨是一個錯誤，希望通過為民主事業作出貢獻來彌補這一點。
1988年至1991年，帕維爾在布爾諾軍事學院（後來與國防大學合併）學習情報官員課程。天鵝絨革命後，他曾在美國馬里蘭州貝塞斯達、英國坎伯利以及倫敦皇家國防研究學院進修，最後於倫敦國王學院取得國際關係碩士學位。

## 從軍

### 在聯合國維和部隊服役
畢業後，帕維爾於1991年至1993年在軍事情報局和捷克總參謀部工作。其後，在波斯尼亞捷克聯合國維和部隊特遣隊服役。1993年1月，塞爾維亞軍隊包圍法國軍事哨所，由於當地基礎設施和橋樑被摧毀，法軍無法撤離基地，帕維爾的部隊奉命協助撤離卡林基地，他們駐紮在距離卡林基地僅30公里的位置。帕維爾及29名士兵乘坐兩架OT-64 SKOT武裝運輸車前往基地。在兩個小時的車程中，部隊遭遇各種障礙，包括倒下的樹木，部隊亦不得不在迫擊砲攻擊下行動。當部隊到達卡林基地時，已經有兩名法國士兵死亡，另外亦有幾人受傷。最終，55名法國士兵乘坐武裝運輸車從基地撤離。
帕維爾因營救行動獲得捷克和法國的認可和授勳。

### 職位晉升

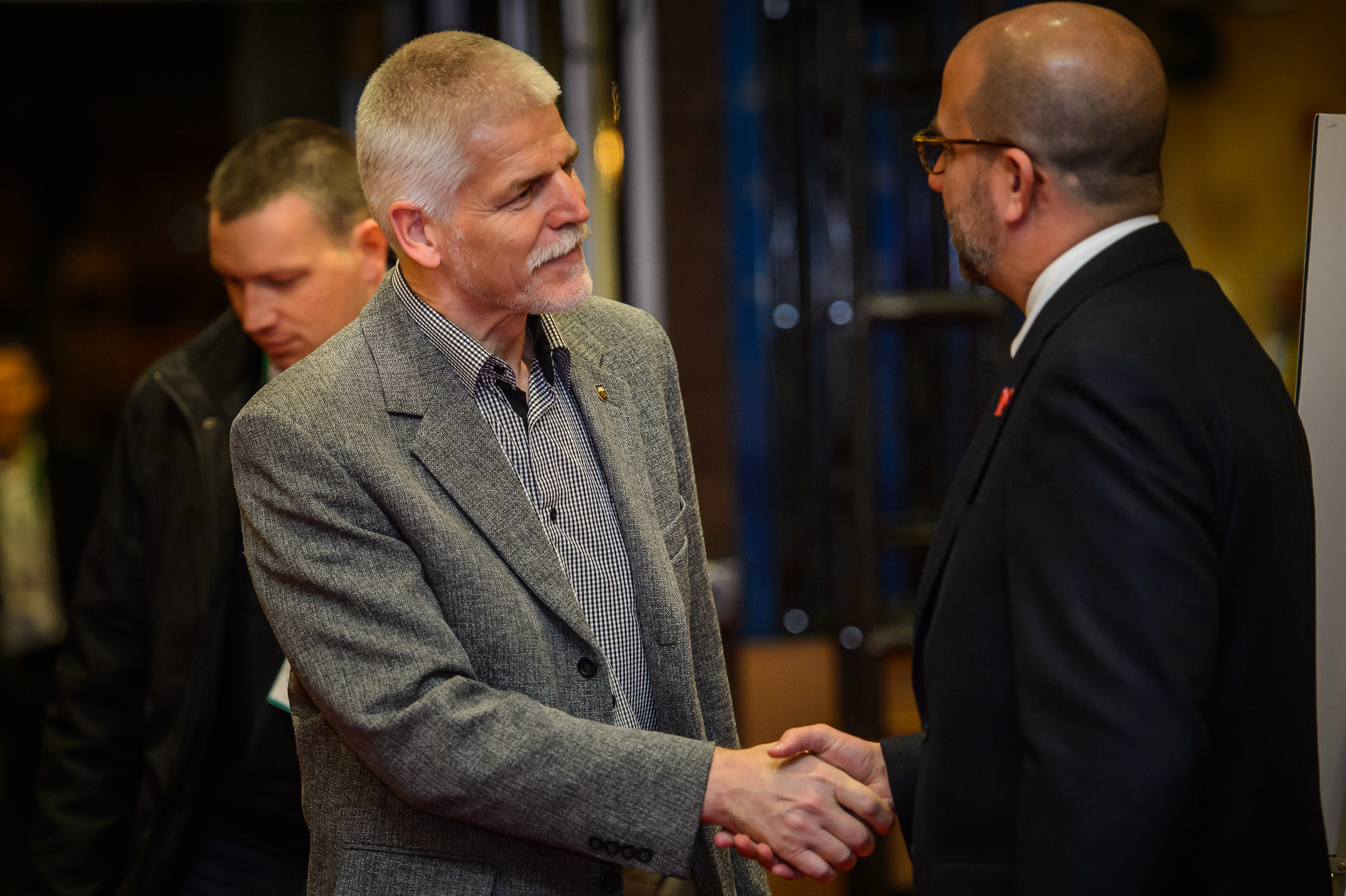
帕維爾與比利時首相查爾斯·米歇爾在2015年哈利法克斯國際安全論壇上

在波斯尼亞行動後，帕維爾在捷克軍隊中曾擔任多個職務，包括軍事情報和外交，亦曾出任捷克駐比利時、荷蘭和美國的多個軍事外交職位。
1993年至1994年，帕維爾任捷克駐比利時副武官。1999年至2002年任駐北約布魯賽爾總部代表。2003年，任駐持久自由行動軍事代表。2003年伊拉克戰爭期間，在卡塔爾美國總部擔任聯絡官。在此期間，他警告，伊拉克可能會使用大規模殺傷性武器對付盟軍部隊。
帕維爾2002年被任命為準將。2002年至2007年出任特種部隊司令、聯合部隊副司令、國防部副科長。2007-2009年，出仼捷克駐布魯塞爾歐盟軍事代表，隨後在2010-2011年期間，出任捷克駐蒙斯歐洲盟軍最高司令部代表。 帕維爾於2010年成為少將，並於2012年成為中將。2011年，出仼《國防白皮書》專家委員會成員，評估並提出改善捷克國防的措施。
帕維爾於2011年7月至2012年6月擔任捷克軍隊副總參謀長。2012年6月1日，他晉升總參謀長，任內組織軍隊與學術界合作以及關於國防和安全問題的論壇。

### 北約軍事委員會主席

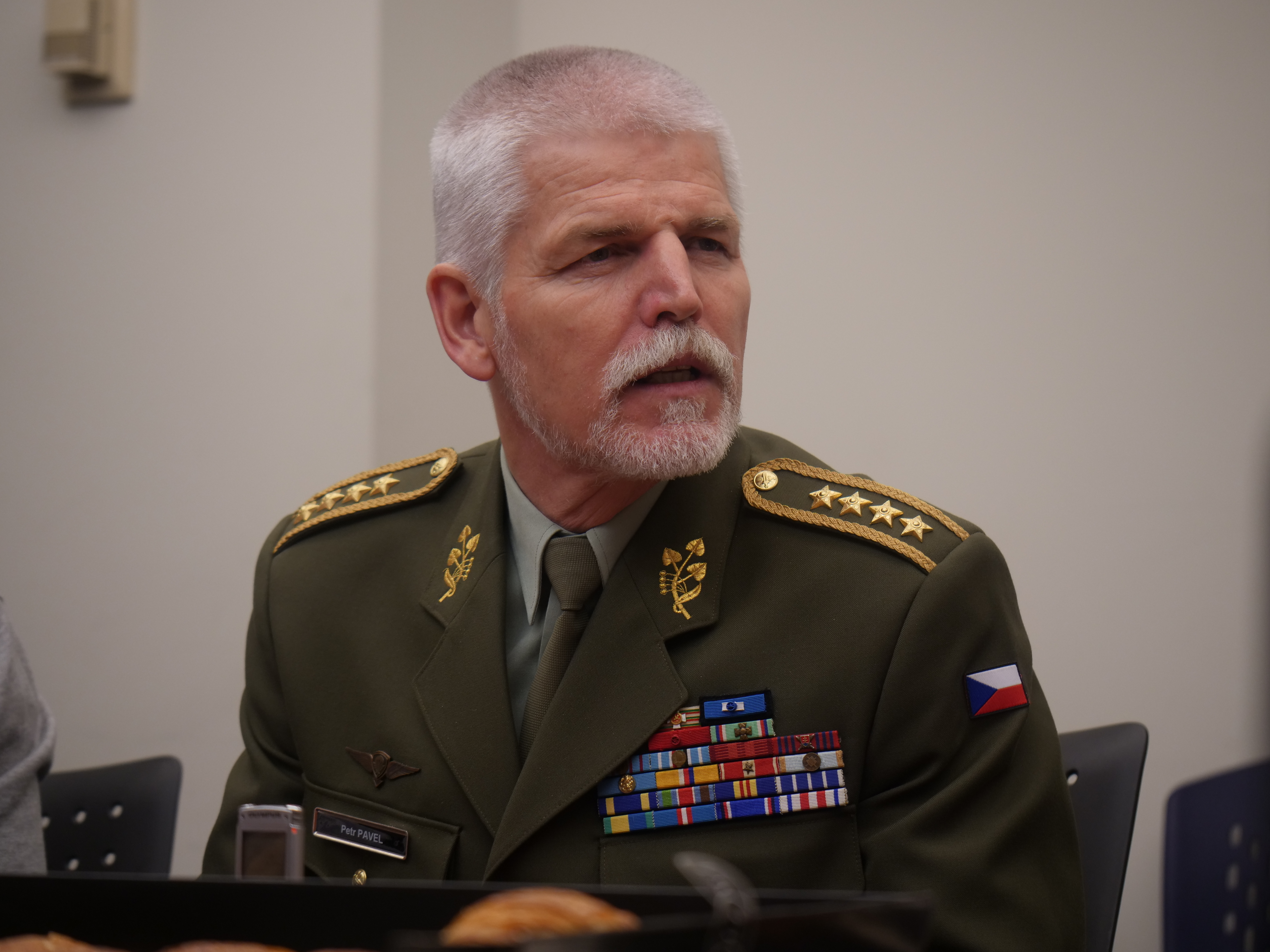
帕維爾上將戎装照

已是陸軍上將的帕維爾於2014年7月獲博胡斯拉夫·索博特卡內閣提名參選北約軍事委員會主席，並於2014年9月擊敗意大利和希臘的候選人當選，成為第一位來自前華沙公約組織成員國的主席。在擔任主席期間，帕維爾實踐2014年威爾士北約峰會上作出的決定，包括制定行動計劃，並且與俄羅斯重新建立對話機制，但在俄羅斯吞併克里米亞後中斷，他一直主張俄羅斯是主要威脅。
帕維爾的顧問、北約秘書長延斯·斯托爾滕貝格在帕維爾任期結束時，稱讚帕維爾在北約歷史中的關鍵時期，出色地領導軍事委員會。帕維爾獲授予功績勳章表揚在軍事委員會的工作。

## 總統時期
在2023年捷克總統選舉中，帕維爾在第一輪投票中獲得第一高票，險勝前總理巴比什，進入第二輪投票，並於第二輪投票中勝出。

## 外交立场
- 帕維爾堅定支持乌克兰。當選后的1月30日，帕維爾與乌克兰总统澤連斯基進行了通話。
- 帕維爾對中华人民共和国、俄罗斯的外交立場與捷克內閣、國會一致，他視中华人民共和国政府為安全威脅[23]。在俄乌战争期间，他认为中华人民共和国政府的行为不是建设性的和平参与者，因为它没有将俄罗斯对乌克兰的战争称为入侵，也没有要求俄罗斯撤军。他坚信，欧盟和其他民主国家需要对华采取统一和团结的立场，因为中华人民共和国政府将利用双边接触作为分裂欧洲国家或将欧洲与美国分开的机会[24]。帕維爾并对《金融时报》说中华人民共和国“不是一个友好的国家”，而且“在战略目标和原则上与西方民主国家不相容”。[25]
- 帕維爾支持捷克與台灣之間的關係，指出一个中国政策应该辅以“两制”的原则，帕维尔表示：“如果我们跟台湾有特定关系，即是另一种制度，这并没有错。”还提到：“与台湾保持活跃的商务和技术关系绝对符合我们的利益。”[26]當選后隨即与中華民國總統蔡英文于2023年1月30日举行近15分鐘的电话会谈[27]，亦於通話後在推特上表示希望未來能和蔡英文親自見面[28]，此舉引發中華人民共和國政府的嚴正關切。[29]
- 帕維爾與中华民国外交部長吳釗燮於2023年6月14日舉行的歐洲價值高峰會同台，會中帕維爾呼籲各國團結起來支持台灣。這是歐洲非邦交國領袖首次與中华民国外交部長同台，並出席在公開場合。[30]
- 2024年1月15日，帕維爾訪問以色列，表達對2023年以色列-哈馬斯戰爭期間對該國的聲援，对此布拉格有人抗議他訪問以色列。[31]不过，在與以色列政界人士會面後，帕維爾表示他支持兩國方案。[32]
- 十四世達賴喇嘛90歲生日期間，帕維爾前往印度拜見達賴喇嘛[33]。此舉招致中華人民共和國政府不滿，並決定不同帕维尔进行任何交往。[34]

## 榮譽

### 國家榮譽

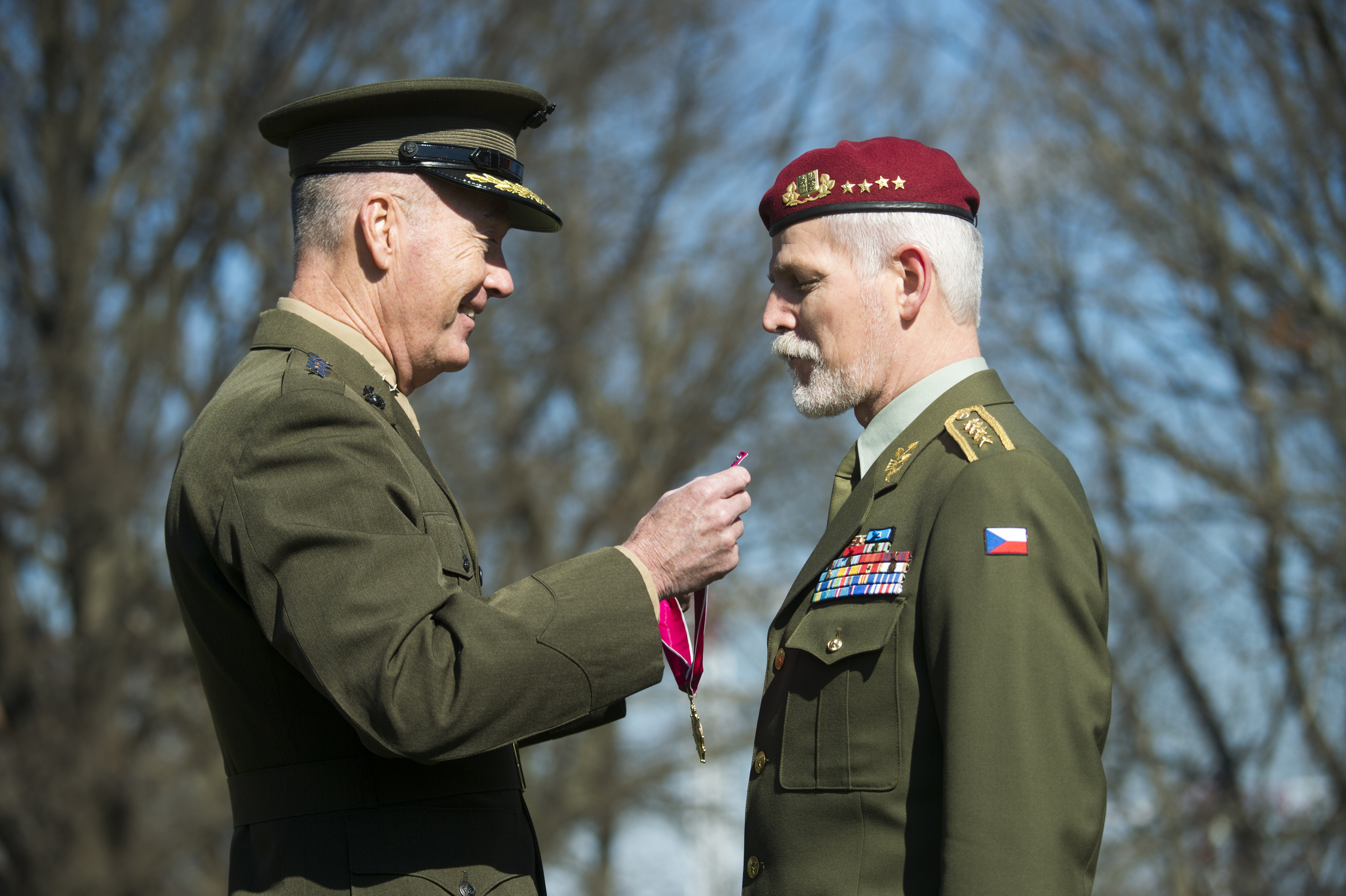
2018年，美國參謀長聯席會議主席约瑟夫·邓福德將軍向帕維爾頒授勳章。

- 捷克斯洛伐克：祖國服務獎章（1988年）
- 捷克：英雄勳章（1995年）
- 捷克：捷克共和國武裝部隊服役勳章帶
- 捷克：捷克共和國武裝部隊一等、二等和三等勳章
- 捷克：捷克共和國國防部長二等和三等功績十字勳章
- 捷克：捷克共和國國防部長三等勳章（海外服役）
- 捷克：和平服務榮譽紀念徽章
- 捷克：捷克共和國國防部長國防十字勳章（2018年）

### 外國榮譽
- 联合国：聯合國「為和平服務」獎章——維和部隊（1995年）
- 法國：十字勳章與銅星勳章 （1995年）
- 法國：榮譽軍團軍官（2012年）
- 保加利亚：國防部「聖喬治」一級榮譽勳章（2017年）
- 比利时：大十字王冠勳章（2018年）
- 美国：功績勳章（2018年）

## 个人生活
帕維爾會說捷克語、英語、法語和俄語。他與第一任妻子哈娜育有兩個兒子。他們後來離婚了。他與第二任妻子伊娃·帕夫洛娃 (Eva Pavlová) 結婚，她在捷克陸軍中擔任中校軍銜。2012年之前，帕維爾搬到了切爾努切克（Černouček），從此一直住在那裡。帕維爾持有隱蔽攜帶枪支執照，他和大部分捷克人一样是無神論者。 
帕維爾是一位狂熱的摩托車手。 2024年5月，他騎摩托車時發生事故，受輕傷，入院治療。

## 外部連結
- 彼得·帕維爾的X（前Twitter）